# Bactrocera paratra
Bactrocera paratra är en tvåvingeart som först beskrevs av Chao och Lin 1993.  Bactrocera paratra ingår i släktet Bactrocera och familjen borrflugor. Inga underarter finns listade.